# Wrightia collettii
Wrightia collettii là một loài thực vật có hoa trong họ La bố ma. Loài này được Ngan miêu tả khoa học đầu tiên năm 1965.